# Thomas de Mowbray, I duca di Norfolk
Thomas de Mowbray I duca di Norfolk (22 marzo 1367 o 1368 – Venezia, 22 settembre 1399) è stato un nobile inglese che venne coinvolto nelle lotte di potere che portarono, nel 1399, alla detronizzazione di Riccardo II d'Inghilterra, il quale, mentre era ancora al potere, esiliò Thomas all'estero dove morì.

## Biografia

### Infanzia
Thomas nacque il 22 marzo 1367 o 1368 da John de Mowbray, IV barone Mowbray (24 giugno 1340-1368) ed Elizabeth Segrave, la cui madre, Margaret, duchessa di Norfolk, era nipote, per parte di padre di Edoardo I d'Inghilterra.
Thomas aveva un fratello maggiore, John, che morì nel 1383, e tre sorelle Eleanor, Margaret e Joan. Thomas e i fratelli rimasero presto orfani di padre, John morì infatti nel 1368 in uno scontro con i Turchi nei pressi di Costantinopoli nel 1368.
Nel 1372 Thomas e il fratello John vennero dati in custodia a Bianca di Lancaster (1305 circa-1380 circa), sorella della defunta nonna paterna Joan di Lancaster (1312 circa-1349).

### Matrimoni
Thomas si sposò una prima volta dopo il 20 febbraio 1383 con Elizabeth le Strange un'importante ereditiera il cui nonno materno era Thomas de Beauchamp, XI conte di Warwick. Elizabeth aveva appena dieci anni e poiché mori il 20 agosto dello stesso anno i due non ebbero figli.
In seconde nozze Thomas sposò Elizabeth FitzAlan, figlia di Richard FitzAlan, XI conte di Arundel.

### Conte di Nottingham e Duca di Norfolk
Il 10 febbraio 1383, alla morte del fratello maggiore, Thomas ereditò le baronie di Mowbray e Segrave e venne creato Conte di Nottingham il 12 febbraio dello stesso anno.
Il 30 giugno 1385 Thomas venne nominato Conte maresciallo di Inghilterra, titolo che gli venne assegnato a vita. In quegli anni combatté contro la Francia e la Scozia, tanto che nel 1389 venne nominato Lord guardiano delle Marche, posizione che detenne fino alla morte.
Thomas fu anche fra i Lord Appellant che spinsero Riccardo II d'Inghilterra ad allontanare alcuni favoriti dalla corte nel 1387. La situazione a corte era tutt'altro che stabile, le lotte fra Riccardo e i nobili riguardo ai favoriti che, a loro parere, recavano danni al regno, durarono anni e mietettero molte vittime. Una di queste fu Tommaso Plantageneto, I duca di Gloucester, uno degli zii del Re, che venne imprigionato e portato a Calais nel 1397 proprio nel periodo in cui Thomas era Capitano. Lì Gloucester trovò la morte, probabilmente per ordine del regale nipote, e il 29 settembre di quell'anno Thomas venne creato Duca di Norfolk.

### Esilio e morte

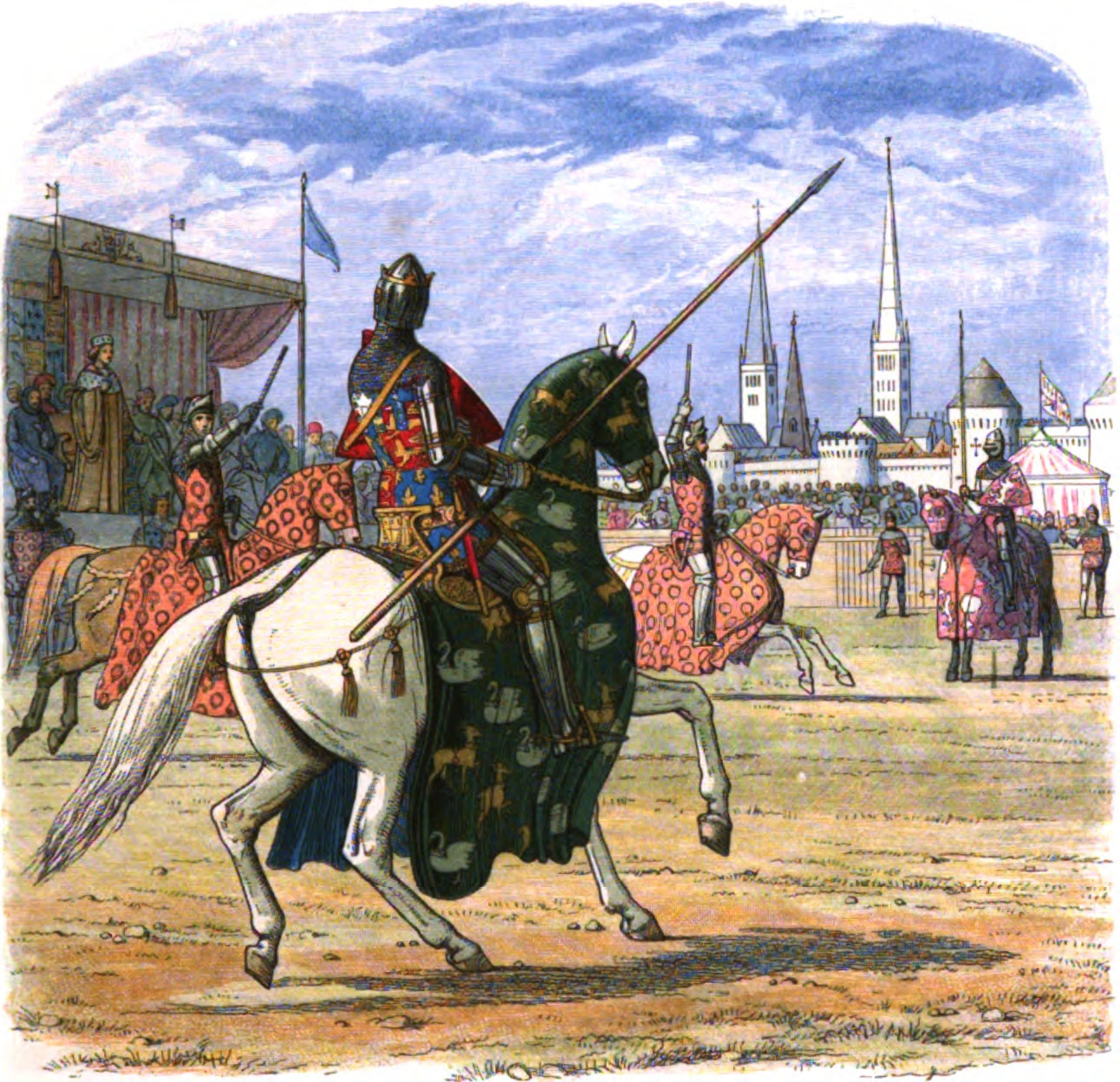
Riccardo II ferma il duello fra Henry Bolingbroke, I Duca di Hereford, e Thomas de Mowbray, I Duca di Norfolk.

Nel 1398 Thomas litigò con Henry di Bolingbroke apparentemente a causa dei sospetti che entrambi nutrivano l'uno verso l'altro circa il ruolo avuto nella cospirazione che aveva portato alla morte di Gloucester l'anno precedente. Prima che i due potessero duellare Riccardo li esiliò entrambi e Thomas lasciò l'Inghilterra il 19 ottobre di quell'anno. Mentre era in esilio egli succedette come Conte di Norfolk quando sua nonna Margherita morì il 24 marzo 1399.
In quell'anno Bolingbroke tornò in patria e il 30 settembre detronizzò Riccardo salendo al trono come Enrico IV d'Inghilterra, il 6 ottobre 1399 il parlamento inglese annullò la creazione di Thomas al rango di Duca di Norfolk, benché gli lasciasse tutti gli altri titoli.
Tuttavia Thomas morì prima di poterlo sapere, egli infatti perì di Peste a Venezia il 22 settembre 1399.

## Discendenza
Lord Thomas de Mowbray ed Elizabeth FitzAlan ebbero:
- Thomas de Mowbray, IV conte di Norfolk (1385-8 giugno 1405);
- John de Mowbray, II duca di Norfolk (1392-19 ottobre 1432);
- Margaret de Mowbray che sposò sir Robert Howard divenendo la madre di John Howard, I duca di Norfolk;
- Isabel de Mowbray che in seconde nozze sposò James Berkeley, I barone Berkeley.

## Ascendenza
|                                     |                                        |                                             | Genitori                                   |  |  | Nonni |  |  | Bisnonni                           |  |  | Trisnonni                          |  |
|                                     |                                        |                                             |                                            |  |  |       |  |  | John de Mowbray, II barone Mowbray |  |  | Roger de Mowbray, I barone Mowbray |  |
|                                     |                                        |                                             |                                            |  |  |       |  |  | John de Mowbray, II barone Mowbray |  |  | Roger de Mowbray, I barone Mowbray |  |
|                                     |                                        | Roese de Clare                              |                                            |  |  |       |  |  | John de Mowbray, II barone Mowbray |  |  |                                    |  |
| John de Mowbray, III barone Mowbray |                                        |                                             |                                            |  |  |       |  |  | John de Mowbray, II barone Mowbray |  |  |                                    |  |
|                                     |                                        | Aliva de Braose                             | Guglielmo de Braose, II barone di Braose   |  |  |       |  |  |                                    |  |  |                                    |  |
|                                     |                                        | Aliva de Braose                             | Guglielmo de Braose, II barone di Braose   |  |  |       |  |  |                                    |  |  |                                    |  |
|                                     |                                        | Aliva de Braose                             | Agnes                                      |  |  |       |  |  |                                    |  |  |                                    |  |
| John de Mowbray, IV barone Mowbray  |                                        | Aliva de Braose                             |                                            |  |  |       |  |  |                                    |  |  |                                    |  |
|                                     |                                        | Enrico Plantageneto, III conte di Lancaster | Edmondo Plantageneto, I conte di Lancaster |  |  |       |  |  |                                    |  |  |                                    |  |
|                                     |                                        | Enrico Plantageneto, III conte di Lancaster | Edmondo Plantageneto, I conte di Lancaster |  |  |       |  |  |                                    |  |  |                                    |  |
|                                     |                                        | Enrico Plantageneto, III conte di Lancaster | Bianca d'Artois                            |  |  |       |  |  |                                    |  |  |                                    |  |
| Joan di Lancaster                   |                                        | Enrico Plantageneto, III conte di Lancaster |                                            |  |  |       |  |  |                                    |  |  |                                    |  |
|                                     |                                        | Maud Chaworth                               | Patrick Chaworth                           |  |  |       |  |  |                                    |  |  |                                    |  |
|                                     |                                        | Maud Chaworth                               | Patrick Chaworth                           |  |  |       |  |  |                                    |  |  |                                    |  |
|                                     |                                        | Maud Chaworth                               | Isabella                                   |  |  |       |  |  |                                    |  |  |                                    |  |
| Thomas de Mowbray                   |                                        | Maud Chaworth                               |                                            |  |  |       |  |  |                                    |  |  |                                    |  |
|                                     | Stephen de Segrave, III barone Segrave | John de Segrave                             |                                            |  |  |       |  |  |                                    |  |  |                                    |  |
|                                     | Stephen de Segrave, III barone Segrave | John de Segrave                             |                                            |  |  |       |  |  |                                    |  |  |                                    |  |
|                                     | Stephen de Segrave, III barone Segrave | Christine Plessy                            |                                            |  |  |       |  |  |                                    |  |  |                                    |  |
| Sir John de Segrave                 | Stephen de Segrave, III barone Segrave |                                             |                                            |  |  |       |  |  |                                    |  |  |                                    |  |
|                                     |                                        | Alice FitzAlan                              | Richard FitzAlan, VIII conte di Arundel    |  |  |       |  |  |                                    |  |  |                                    |  |
|                                     |                                        | Alice FitzAlan                              | Richard FitzAlan, VIII conte di Arundel    |  |  |       |  |  |                                    |  |  |                                    |  |
|                                     |                                        | Alice FitzAlan                              | Alice di Saluzzo                           |  |  |       |  |  |                                    |  |  |                                    |  |
| Elizabeth de Segrave                |                                        | Alice FitzAlan                              |                                            |  |  |       |  |  |                                    |  |  |                                    |  |
|                                     |                                        | Tommaso Plantageneto, I conte di Norfolk    | Edoardo I d'Inghilterra                    |  |  |       |  |  |                                    |  |  |                                    |  |
|                                     |                                        | Tommaso Plantageneto, I conte di Norfolk    | Edoardo I d'Inghilterra                    |  |  |       |  |  |                                    |  |  |                                    |  |
|                                     |                                        | Tommaso Plantageneto, I conte di Norfolk    | Marguerite di Francia                      |  |  |       |  |  |                                    |  |  |                                    |  |
| Margaret, duchessa di Norfolk       |                                        | Tommaso Plantageneto, I conte di Norfolk    |                                            |  |  |       |  |  |                                    |  |  |                                    |  |
|                                     |                                        | Alice Hayles                                | Roger Hayles                               |  |  |       |  |  |                                    |  |  |                                    |  |
|                                     |                                        | Alice Hayles                                | Roger Hayles                               |  |  |       |  |  |                                    |  |  |                                    |  |
|                                     |                                        | Alice Hayles                                | Alice Skogan                               |  |  |       |  |  |                                    |  |  |                                    |  |
|                                     |                                        | Alice Hayles                                |                                            |  |  |       |  |  |                                    |  |  |                                    |  |